# 重上井冈山

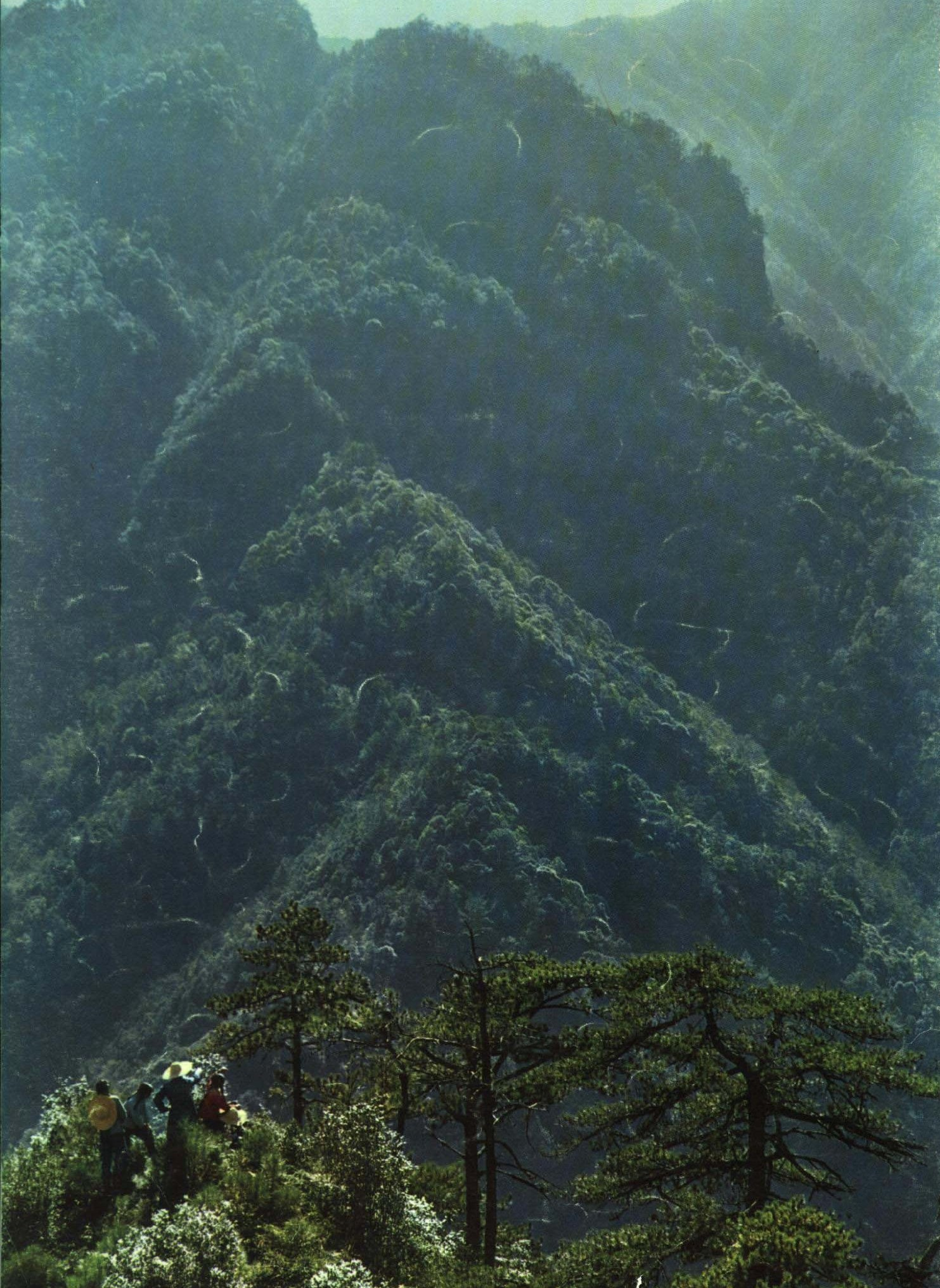
1965年的井冈山主峰，在毛泽东重上井冈山后，中国大陆掀起了“重上井冈山”的热潮

重上井冈山，是指1965年5月22日至5月29日，中国共产党中央委员会主席毛泽东重回井冈山的事件，期间撰写《水调歌头·重上井冈山》和《念奴娇·井冈山》。
此事也是毛泽东于1929年离开井冈山革命根据地36年后首次回到井冈山。1965年他在中国各地巡视期间，从湖南长沙驱车前往井冈山，并于5月22日抵达。1927年10月秋收起义后受阻，毛泽东、朱德等中国工农红军主力转移到井冈山，开辟井冈山革命根据地。井冈山时期的毛泽东倍受王明、博古等刁难，多次被革去军事指挥权，屡受批判、身染重病，险些丧命。

## 经过
1965年5月21日，毛泽东在中共湖南省委第一书记张平化夫妇、湖南省公安厅厅长李强以及汪东兴等人的陪同下，重上井冈山。5月21日晚，汽车到达湖南茶陵。茶陵曾是毛泽东领导建立的第一个县级工农兵政府的地方，毛泽东因此执意在办公室睡了一晚。22日中午，汽车到达江西永新，毛泽东曾与前妻贺子珍在当地从事社会调查，当日毛泽东吃烧狗肉，并称：“这顿饭吃得从从容容，比38年前更香。”
5月22日，车队向茨坪进发。茅坪曾是井冈山时期红军前委和红四军主要活动的地方。在茅坪，毛泽东瞻仰谢氏慎公祠，当时毛泽东被选为第一届特委书记，他曾在祠后八角楼里，写下了《中国的红色政权为什么能够存在》文章。下午4时，车队到达井冈山哨口黄洋界，毛泽东察看营房后走向黄洋界纪念碑，并在碑前追思，之后在黄洋界哨口远眺。而车队到达茨坪招待所时，已是当夜。毛泽东下车后，不忘开玩笑称：“这回可和当年大不一样了。那时敌人前堵后追，我们靠两条腿拼命地跑，100里路走了半个月。这次坐汽车两天就到了井冈山。还是机械化快呀！”
当晚，毛泽东下榻在茅坪招待所。在茅坪住了七天，期间视察井冈山当地水利、公路建设和人民生活状况，并会见了老红军、烈士家属、当地官员和群众。他对要向他汇报湖南社会主义教育运动情况的湖北省委第一书记张平化说：“不用汇报了，情况我都知道，现在看来光搞社教运动不能完全解决问题。”5月25日上午，据工作人员赵林雍回忆，毛泽东送别张平化时说，一旦包产到户，服务集体经济的工业基础就会动摇，就会发生两极分化，就会损害工农利益:151。下午，据工作人员王卓超回忆，毛泽东与工作人员谈话说，要防止修正主义，就要继承和发扬井冈山的一些好制度、好作风，其中最重要的是士兵委员会及其政治民主:174。5月25日，他写下了《水调歌头·重上井冈山》，同一时写成的还有《念奴娇·井冈山》。5月29日，毛泽东车队离开。
毛泽东更喜爱《水调歌头·重上井冈山》，并将其在生前刊载（最早发表在《诗刊》1976年1月号），而另一首《念奴娇·井冈山》则在他逝世十周年后，才由人民文学出版社1986年9月版《毛泽东诗词选》正式发表。另外一首毛泽东关于井冈山的诗词是《西江月·井冈山》，创作于1928年。
毛泽东重上井冈山后，李富春、罗瑞卿、郭沫若、李立三等也去登了井冈山。之后，重上井冈山之热开始在中华人民共和国内兴起。

## 延伸阅读
- 马社香. . 当代中国出版社. 2006. ISBN 978-7-8017-0511-2.